# سيراس مارك
سيراس مارك (بالإنجليزية: Cyrus Mark)‏ هو محافظ على الطبيعة أمريكي، ولد في 3 يونيو 1900، وتوفي في 8 فبراير 1983.